# اویودو، نارا
اویودو، نارا (به لاتین: Ōyodo, Nara) یک منطقهٔ مسکونی در ژاپن است که در استان نارا واقع شده‌است. اویودو ۱۹٬۸۳۵ نفر جمعیت دارد.